# Goryphus communis
Goryphus communis är en stekelart som först beskrevs av André Seyrig 1952.  Goryphus communis ingår i släktet Goryphus och familjen brokparasitsteklar. Inga underarter finns listade i Catalogue of Life.